# Delia Folea
Delia Anamaria Folea (* 29. Januar 2004 in Brașov) ist eine rumänische Skispringerin.

## Werdegang
Delia Folea trat 2019 regelmäßig zu Wettkämpfen im FIS Cup an und nahm im Januar 2020 an den Olympischen Jugend-Winterspielen in Lausanne teil. Sie trat im Einzelspringen von der Normalschanze an und erreichte den 25. Platz. Im März war sie auch Teilnehmerin bei den Nordischen Junioren-Skiweltmeisterschaften 2020. Im Einzelspringen von der Normalschanze wurde sie 53., im Mixed-Team-Springen belegte sie gemeinsam mit Daniel Cacina, Andreea Diana Trâmbițaș und Andrei Feldorean den 13. Rang.
Am 23. Januar 2021 nahm Folea an der Seite von Andreea Diana Trâmbițaș, Alessia Mîțu-Cosca und Daniela Haralambie an einem Teamspringen im slowenischen Ljubno und mit Platz 13 zum ersten Mal an einem Wettbewerb im Skisprung-Weltcup teil. Bei den Junioren-Skiweltmeisterschaften 2021 in Lahti wurde sie 40. im Einzelspringen von der Normalschanze. Am 20. Februar 2021 gab sie in Brotterode ihr Debüt im Skisprung-Continental-Cup im Rahmen der Saison 2020/21, wobei sie mit Platz 25 auf Anhieb die ersten Punkte erzielte.
Folea nahm an den Nordischen Skiweltmeisterschaften 2021 in Oberstdorf teil. Im Einzel von der Normalschanze verpasste sie mit dem 53. Platz die Qualifikation für den Wettbewerb. Im Team belegten die Rumäninnen in derselben Besetzung wie in Ljubno den zwölften Platz.
Bei den Nordischen Junioren-Skiweltmeisterschaften 2022 im polnischen Zakopane wurde sie 44. im Einzelspringen von der Normalschanze. Mit der rumänischen Mixed-Mannschaft belegte sie den zwölften und letzten Platz.